# Paung-laung
Paung-laung o Poung-long és una serralada de l'estat Mon, formant el límit oriental de la part sud del districte de Pegu, township de Shwe-gyin (abans districte de Shwe-gyin). Hi neixen diversos rius. Hi ha tres passos principals: al nord per la vall de Baw-ga-ta, creuant per la muntanya Thayet-pin-kin-dat fins a Kaw-lu-do; el pas central de les vall de Mut-ta-ma i Meh-deh, fins a Pa-pun; i el pas del sud del riu Mut-ta-ma a Pa-wa-ta al riu Bi-lin.